# Лойко, Наталия Всеволодовна
Ната́лия Все́володовна Ло́йко (22 сентября 1908, Санкт-Петербург — 23 августа 1987, Москва) — русский советский детский писатель.

## Биография
Родилась в семье помощника присяжного поверенного, секретаря Российской лиги эсперантистов Всеволода Ивановича Лойко (1884—1919) и Марии Александровны Калмансон (1887—1962), уроженцев Минска; семья жила на 17-й линии Васильевского острова, дом 32, потом на улице Лодейнопольской, дом 9. Отец, выпускник Санкт-Петербургского университета, был одним из главных редакционных сотрудников доктора медицины Александра Аснеса — основателя и издателя ежемесячного журнала «Российский эсперантист» (Русланда Эспэрантисто) и позже журнала «Эспэро»; дед, Иван Маркович Лойко (1856—1905), был пионером эсперанто в Минске, выполнил первые в России переводы с этого языка («Палец-календарь» в газете «Виленский вестник», 1891), позднее публиковал переводы и собственную поэзию на эсперанто. Мать была старшим научным сотрудником Института государства и права АН СССР, в годы Великой Отечественной войны находилась в эвакуации в Кирове — сотрудник библиографической службы Библиотеки имени А. И. Герцена.
В 1936 году окончила Московский архитектурный институт.
Вместе со вторым мужем Александром Беком написала роман «Молодые люди» (1954), после чего начала писать самостоятельно. Автор повестей и рассказов для детей и юношества «Ася находит семью» (в журнальном варианте «Дом имени Карла и Розы»), «Женька-наоборот», «Яма — это гора», «День, отмеченный камешком», «Шкатулка с набором», «Обжалованию подлежит».
Под её редакцией вышло посмертное четырёхтомное собрание сочинений Александра Бека (1974).
Член Союза писателей СССР. С конца 1950-х жила с мужем и дочерью Татьяной в ЖСК «Московский писатель» на улице Черняховского, дом 4, квартира 72. В 1981 переехала в соседний ЖСК «Советский писатель», по адресу Красноармейская улица, дом 25.
Умерла в 1987 году. Похоронена на Головинском кладбище.

## Семья
- Первый муж — писатель Александр Израилевич Шаров.
  - Дочь — библиограф Нина Александровна Лойко (1930-2024).
  - Сын — экономист Михаил Александрович Бек (1940—2018)[12][13].
- Второй муж — писатель Александр Альфредович Бек.
  - Дочь — поэтесса и литературный критик Татьяна Александровна Бек (1949—2005).

## Публикации

### Романы
- Лойко Н. В., Бек А. А. Молодые люди. — Москва: Всесоюзное учебно-педагогическое издательство Трудрезервиздат, 1954. — 344 с.

### Повести и рассказы
- Лойко Н. В. Ася находит семью. — 1-е изд. — Москва: Детская литература, 1959. — 270 с.
- Лойко Н. В. Ася находит семью. — 2-е изд. — Москва: Детская литература, 1964. — 270 с.
- Лойко Н. В. Ася находит семью. — 3-е изд. — Москва: Детская литература, 1968. — 270 с.
- Лойко Н. В. Дом имени Карла и Розы (журнальный вариант романа «Ася находит семью»).
- Лойко Н. В. Яма — это гора / илл. В. П. Муравьёв. — Москва: Советский писатель, 1970. — 232 с.
- Лойко Н. В. Женька-наоборот. — Москва: Детгиз, 1962. — 154 с.
- Лойко Н. В. Женька-Наоборот / илл. В. Трубкович. — Москва: Детская литература, 1971. — 174 с.
- Лойко Н. В. Нас восемнадцать сестёр. — Москва: Детская литература, 1965. — 156 с.
- Лойко Н. В. День, отмеченный камешком. — Москва: Советский писатель, 1975. — 206 с.
- Лойко Н. В. Шкатулка с набором / илл. Ю. С. Гершкович. — Москва: Советский писатель, 1979. — 279 с.
- Лойко Н. В. Шкатулка с набором. Повести / илл. В. Брагинский. — Москва: Советский писатель, 1982. — 383 с.
- Лойко Н. В. Обжалованию подлежит / илл. Е. Скакальский. — Москва: Советский писатель, 1987. — 252 с.

### Переводы
- Lojko N. V. Vichřičné dny = Бурные дни (чешск.). — Praha: Svobodné slovo, 1960.
- Lojko N. V. Bylo nás osmnáct = Нас восемнадцать сестёр (чешск.). — Praha: Albatros, 1980. — 181 с.

### Редактура
- Бек А. А. Александр Бек. Собрание сочинений в 4 томах / ред. Н. В. Лойко. — Москва: Художественная литература, 1974.